# Leptura alticola
Leptura alticola är en skalbaggsart som beskrevs av J. Linsley Gressitt 1948. Leptura alticola ingår i släktet Leptura och familjen långhorningar. Inga underarter finns listade i Catalogue of Life.